# Lac Martín
Pour les articles homonymes, voir Lac Martin (homonymie).
Le Lac Martín est un lac andin d'origine glaciaire situé en Argentine, à l'ouest de la province de Río Negro, dans le département de Bariloche, en Patagonie. 

## Description

Carte du parc national Nahuel Huapi.

Le lac occupe l'ouest d'une étroite vallée qu'il partage avec le lac Steffen situé plus à l'est. Il est subdivisé en deux bras : le bras nord et le bras est. Les deux bras sont séparés par un mince et court détroit.
Il se trouve au sein du parc national Nahuel Huapi, dans une région où la végétation est restée intacte, sans être dégradée par des activités humaines. 

La végétation dominante est une dense forêt, de type andino-patagonique, comportant des coihues (Nothofagus dombeyi) et d'autres Nothofagacées. Dans sa partie occidentale la forêt se densifie de plus en plus ; c'est la forêt valdivienne, avec une grande variété d'espèces, et notamment un sous-bois constitué avant tout de cannes coligüe (Chusquea culeou). 
Le lac est tributaire du lac Steffen auquel il donne ses eaux par un court émissaire de moins de 700 mètres de long.
Comme tous les lacs du bassin versant du río Manso, le lac appartient au bassin de l'Océan Pacifique.

## Accès
Le lac est d'un accès difficile, ce qui a contribué à la très bonne conservation de la flore environnante. Il n'est pas accessible par des véhicules, et reçoit de ce fait peu de visiteurs. Ceux-ci viennent généralement à pied depuis la zone du lac Steffen tout proche. 

Il n'y a pas d'établissement humain permanent sur ses rives. Il est visité uniquement par des pêcheurs de salmonidés et par des sportifs de la montagne.
On peut y pratiquer la pêche sportive de salmonidés. Comme dans toute la région du bassin du río Manso, les truites peuvent y atteindre des tailles importantes.